# Doljak
Dalak en albanais et Doljak en serbe latin (en serbe cyrillique : Дољак) est une localité du Kosovo située dans la commune/municipalité de Vushtrri/Vučitrn et dans le district de Mitrovicë/Kosovska Mitrovica. Selon le recensement kosovar de 2011, elle compte 786 habitants.

## Démographie

### Évolution historique de la population dans la localité
| 1948 | 1953 | 1961 | 1971 | 1981 | 1991 | 2011 |
| ---- | ---- | ---- | ---- | ---- | ---- | ---- |
| 116  | 152  | 230  | 367  | 555  | 687  | 786  |

|  |

### Répartition de la population par nationalités (2011)
En 2011, les Albanais représentaient 99,75 % de la population.